# Marcelle Ackein
Marcelle Ackein, née à Alger le 26 novembre 1882 et morte à Paris 7e le 28 mars 1952, est une peintre orientaliste française.

## Biographie
Elle a passé son enfance en Algérie puis s'inscrit aux Beaux-arts de Paris. Titulaire d'une bourse, elle part au Maroc et en Afrique où elle trouve l'inspiration. Parmi ses œuvres et ses réalisations, on peut noter la décoration de la Cathédrale du Souvenir africain de Dakar.
Elle est enterrée au cimetière du Père-Lachaise (38e division).

## Œuvres
- Décor muséographique : légumes et fruits, moulage plâtre, 1931, musée du Quai Branly - Jacques-Chirac[3]
- Repos au Maroc, peinture, musée du Quai Branly - Jacques-Chirac, Collections Histoire
- Bergers au Douar, huile, musée du Quai Branly - Jacques-Chirac[4], Collections Histoire

## Exposition
Elle fait partie des artistes présentées dans le cadre de l'exposition « Artistes voyageuses, l'appel des lointains – 1880-1944 » au palais Lumière d'Évian puis au musée de Pont-Aven en 2023.